# Yesenia Olaya
Ángela Yesenia Olaya Requene (Tumaco, 1989) es una académica y socióloga colombiana. Es la Ministra de Ciencia, Tecnología e Innovación de Colombia, desde mayo de 2023, en el gobierno de Gustavo Petro.

## Biografía
Tras realizar estudios en la Universidad de Caldas, obtuvo una licenciatura en sociología. Cuenta con una maestría en pedagogía de la Universidad Nacional Autónoma de México, donde también cursó un doctorado en antropología en el año 2019. 

### Trayectoria
Yesenia Olaya ha sido profesora en temas de raza, racismo y migraciones afrolatinoamericanas en universidades de América Latina. Olaya fue coordinadora académica del Certificado en Estudios Afrolatinoamericanos e investigadora asociada del Centro Hutchin de estudios africanos y afroamericanos en la Universidad de Harvard, donde era el enlace entre los estudiantes y la facultad.
Recibió el premio Fray Bernardino de Sahagún a la mejor tesis doctoral y de disertación del Instituto Nacional de Antropología e Historia de México (INAH), con la investigación «Vivir entre fronteras: movilidades de comunidades afrocolombianas en la frontera Colombia-Ecuador. Memoria de los nuevos paisajes y reconfiguración territorial». 
Se ha destacado por sus investigaciones alrededor de la raza y el racismo en América Latina, la diáspora negra y la migración forzosa de comunidades negras.

### Ministra de Ciencia y Tecnología
El 26 de abril de 2023, Yesenia Olaya fue anunciada por el presidente Gustavo Petro como nueva Ministra de Ciencia y Tecnología, ya venía desempeñándose como Viceministra de Talento y Apropiación Social del Conocimiento en el mismo ministerio.